# Acido titanico
L'acido titanico è un nome generico per una famiglia di composti chimici degli elementi titanio, idrogeno e ossigeno, con la formula generale [TiOx(OH)4−2x]n. Sono stati rivendicati vari acidi titanici semplici, principalmente nella letteratura più antica. Per questi materiali non esiste alcun supporto cristallografico ed esistono poche notizie a livello spettroscopico. Alcune pubblicazioni più datate, incluso il Brauer's Handbook, si riferiscono al diossido di titanio (TiO2) come acido titanico.
- Acido metatitanico (H2TiO3)[3]
- Acido ortotitanico (H4TiO4)[4]. È descritto come una polvere bianca simile al sale sotto "TiO2·2,16H2O"[5].
- Acido perossotitanico (Ti(OH)3O2H): è stato anche descritto come risultante dal trattamento del diossido di titanio in acido solforico con perossido di idrogeno. Il solido giallo risultante si decompone con perdita di O2[6].
- Acido pertitanico (H2TiO4)[senza fonte]
- Acido pertitanico (TiO(H2O2)2+)[7].